# 彼得·斯托扬诺夫
彼得·斯特凡诺夫·斯托扬诺夫（發音：[ˈpɛtɐr ˈstɛfɐnof stoˈjanof]；1952年5月25日—），保加利亞政治家，曾於1997年至2002年期間擔任保加利亞總統 。

## 生平
斯托扬诺夫生于普罗夫迪夫。1976年以优异的成绩毕业于索非亚大学法律系。1978年起在普罗夫迪夫市当律师。1989年保加利亚的政治从共产主义向民主化转变，斯托扬诺夫开始他的政治生涯(1990)，在普罗夫迪夫和人一起创立和主持一个民主俱乐部。1991年他成为普罗夫迪夫的民主力量联盟(UDF)协调委员会发言人，1992年任民主力量聯盟政府司法部副部长。1993年5月份当选民盟法律委员会主席。1994年当选第37届国民议会议员，民盟议会党团副主席、议会青年、体育和旅游委员会副主席。1995年任民盟全国协调委员会副主席，负责国内政策。
他在1996年為民主力量聯盟披袍角逐總統職位，在首輪拿下超過社會党候選人伊万·马拉佐夫和保加利亞商業黨候選人格奥尔基·甘契夫的最高票，並在決勝一輪中以59.73%的选票擊敗馬拉佐夫，贏得大選。1997年1月19日他宣誓就任保加利亚共和国第3任总统，任期5年。
2001年總統大選斯托扬诺夫再度出征，第一輪獲得34.9%的支持，落後擁有36.3%票數的格奧爾基·珀爾瓦諾夫、居次位作收，最後亦以46.7%對53.3%在第二輪敗給珀爾瓦諾夫。卸下總統一職後，斯托扬诺夫曾避開媒體，沉寂了一段時間。
2004年9月斯托扬诺夫担任欧安组织摩尔多瓦特使，2005年回归政治活动，当选为第40届国民议会议员，他是欧洲一体化委员会和国家政府事务委员会成员。2005年10月1日当选民主力量聯盟主席。2007年5月20日欧盟议会选举中，保加利亚民主力量聯盟未能当选，22日他引咎辞去民主力量聯盟主席职务。
除了除保加利亚语外，斯托扬诺夫还会英语和德语，他和安托尼娜（Антонина Стоянова）结婚，有一个女儿芳妮（Fany）(生于1990年)和一个儿子斯特凡（Stefan）(生于1979年)。。